# Phương thuật
Trong tín ngưỡng dân gian Trung Quốc, phương thuật (tiếng Trung: 神仙方术 (thần tiên phương thuật)) là phương pháp khiến con người trở nên trường sinh bất lão hay thậm chí biến thành thần tiên. Phương thuật được người Trung Quốc tôn sùng làm một trong ngũ thuật (bao gồm sơn, y, mệnh, bặc, tướng; trong đó sơn là chỉ phương thuật).
Vào thời Tiên Tần, Đạo giáo chưa hình thành, những người nghiên cứu tìm hiểu về các loại phương thuốc pha chế từ khoáng vật, thực vật và nghiên cứu về cơ thể người được gọi là phương gia hoặc phương sĩ, bởi vậy hoạt động của họ được gọi là phương thuật.
Vào thời kỳ nhà Đông Hán, Ngũ Đấu Mễ đạo của Trương thiên sư xuất hiện, những phương thuật có mục đích cầu việc thành tiên được gọi là "tu đạo", từ đó phương sĩ tôn sùng học thuyết vô vi trong Đạo giáo của Lão Tử. Đạo gia vốn là lý luận triết học từ đó được cụ thể hóa thành phương "pháp" và kỹ "thuật", bởi vậy phương thuật cũng được gọi là đạo thuật (tiếng Trung: 道術).

## Truyền thuyết

### Tần Thủy Hoàng và thuật luyện đan
Tương truyền, Tần Thủy Hoàng đã yêu cầu các phương sĩ luyện ra tiên đan giúp mình trường sinh bất lão. Tuy tiên đan không thể luyện thành, nhưng nó đã dẫn đến việc phát minh ra thuốc nổ - một trong bốn phát minh lớn nhất trong lịch sử Trung Quốc.

### Từ Phúc và đảo Bồng Lai
Tương truyền, Tần Thủy Hoàng đã yêu cầu ngự y Từ Phúc chế tạo thuốc trường sinh bất lão. Từ Phúc biết rõ không có khả năng nên lấy lý do ra biển Đông Hải tìm thần tiên trên đảo Bồng Lai cầu tiên đan, nhưng đã một đi không trở lại.

### Ngoại đan và nội đan
Trong lịch sử Trung Quốc có nhiều trường hợp luyện chế tiên đan trường sinh bất lão nhưng đều thất bại. Có đạo sĩ cho rằng, tiên đan trường sinh chỉ có thể dựa vào tự thân tu luyện mà thành, là "nội đan". Nếu ngoại đan dùng lò luyện thành, thì nội đan cần đạo sĩ phải lấy thân mình làm lò, dẫn khí đến đan điền. Thời cận đại gọi đây là khí công hoặc dưỡng sinh công.

## Tín ngưỡng dân gian
Trải qua lịch sử phát triển, phương thuật diễn sinh ra nhiều loại tín ngưỡng dân gian khác nhau, thông thường nhất có phong thủy, thông linh, vấn mễ, toán mệnh, siêu độ. Đều có ảnh hưởng ít nhiều tới văn hóa tâm linh của người Trung Quốc và các quốc gia xung quanh.